# Mito delle cicale
Il mito delle cicale viene raccontato da Platone nel dialogo Fedro.

## Narrazione
Si racconta, in questo mito, che un tempo le cicale altro non erano che esseri umani appassionati a tal punto della musica da dimenticare perfino di nutrirsi, disposti finanche a morire pur di continuare a cantare. Per ricompensare l'amore di questi uomini verso la musica, le Muse decisero di trasformarli in cicale, degli animali che potessero trascorrere l'intera loro breve esistenza cantando. Dopo la morte questi insetti avrebbero poi avuto il compito di riferire alle Muse quali uomini sulla Terra le onoravano e quali no. 
Ad Urania e Calliope le cicale riferiscono che alcuni uomini passano la loro vita terrena filosofando. In tal modo dunque essi praticano la forma più nobile ed elevata dell'arte musicale (unica arte alla quale Platone attribuisce un giudizio positivo in quanto non è "imitazione dell'imitazione"). Queste due Muse infatti "sopra tutte le altre Muse presiedono alle cose celesti ed occupandosi dei discorsi divini ed umani, sanno il canto più soave" (Fedro, 259).